# Cruces de Dartmoor
Las Cruces de Dartmoor (en inglés: Dartmoor crosses) son una serie de cruces de piedra que se encuentran en el parque nacional de Dartmoor, en el centro de Devon, Inglaterra, Reino Unido. Muchas de ellas fueron viejas ayudas a la navegación, necesarias debido a la lejanía de los páramos y su conocido mal tiempo. Algunas marcan rutas medievales entre abadías. Otras cruces fueron erigidas como monumentos a la oración, como cruces de pueblo o mercado, en los cementerios y como indicadores de límites. Las cruces fueron erigidas durante un largo período de tiempo, algunas tan recientemente como hace 100 años atrás, mientras que las primeras probablemente tienen casi 1000 años. 
En 2005, la Autoridad del Parque Nacional de Dartmoor tenía un proyecto en curso de microchip para los más vulnerables de sus artefactos de granito, incluyendo cruces, para impedir el robo y ayudar a la recuperación de cualquiera que pudiera ser robada.